# エーロ・ビステル
エーロ・オラヴィ・ビステル（Eero Olavi Bister, 1919年11月15日 - 2003年5月11日）は、フィンランド出身の指揮者、ヴァイオリニスト。

## 経歴
1919年、ヴィープリ州ヴァルクヤルヴィで生まれた。1933年から1939年までヴィープリ音楽学校でオンニ・スーホネンにヴァイオリンを学び、1944年から1948年までシベリウス音楽院に通って再びスーホネンの教えを受けた。またパリやウィーンなどにも遊学している。
1947年よりヘルシンキ国立歌劇場にヴァイオリン奏者として入団し、その翌年から1970年まで同歌劇場のコンサートマスターを務めた。またコンサートマスター在任中にユッシ・ヤラスやウルフ・セーデルブルム等から指揮法の指導を受けた。1970年からコウヴォラ市管弦楽団の首席指揮者を務めたが、ソリストとしてもフィンランド各地のオーケストラに客演し、タンペレ音楽院や北キミ音楽学校などで教鞭をとった。
2003年にコウヴォラにて没した。